# Dinopsyllus traubi
Dinopsyllus traubi är en loppart som beskrevs av Beaucournu et Rahm 1975. Dinopsyllus traubi ingår i släktet Dinopsyllus och familjen mullvadsloppor. Inga underarter finns listade i Catalogue of Life.